# Bieke Purnelle
Beatrix ‘Bieke’ Purnelle (Tienen, 23 november 1971) is een Belgisch journaliste, blogster en bestuurder.

## Biografie
Purnelle liep school aan het Sint-Tarcisiuscollege te Zoutleeuw, vervolgens studeerde ze toegepaste taalkunde aan de Provinciale Hogeschool Vertalers & Tolken te Gent.
In september 2000 ging ze aan de slag als artistiek manager bij de vzw Rock'O Co, een functie die ze uitoefende tot augustus 2008. In oktober 2012 werd ze coördinator van GetBasic, waar ze werkzaam bleef tot januari 2016. Aldaar volgde ze in juli 2013 samen met Christophe Callewaert Han Soete op als coördinator van DeWereldMorgen.be. Voor deze nieuwswebsite was ze tevens actief als journaliste.
Van januari 2015 tot juli 2016 was ze werkzaam op de pers- en communicatiedienst van Vluchtelingenwerk Vlaanderen. Datzelfde jaar werd ze tevens actief als freelance journalist voor o.a. rekto:verso, MO* en De Standaard. 
In 2016 werd ze samen met Ciska Hoet directeur van het kenniscentrum voor gender, feminisme en gelijke kansen RoSa.